# Эррера, Фернандо де
Ферна́ндо де Эрре́ра (исп. Fernando de Herrera, по прозвищу «Эль Диви́но» — «Божественный»; ок. 1534, Севилья — 1597, Севилья) — испанский поэт золотого века. Петраркист. Основатель севильской поэтической школы.

## Биография
О жизни Эрреры известно мало. Происходил из семьи севильского священника. Владел латинским, греческим и еврейским языками. Большая часть его творческого наследия оказалась утраченной при пожаре, произошедшем после его смерти. Лишь часть его сочинений была издана при жизни, посмертное издание сохранившихся поэтических произведений под названием Versos состоялось в 1619 году благодаря его другу художнику Франсиско Пачеко.
Лирическое наследие поэта включает канцоны, элегии и оды. Особую известность получили его оды по случаю победы в битве при Лепанто (А la victoria de Lepanto) и гибели короля Португалии Себастьяна в битве при Эль-Ксар-эль-Кебире (A la pérdida del rey Don Sebastián). Поэтический талант Эрреры высоко оценивали Лопе де Вега и Сервантес, который написал в его честь сонет. Эррера также занимался историей и написал две работы, посвящённые битве при Лепанто и Томасу Мору. Эррера также издал стихи испанского полководца Гарсиласо де ла Веги «Замечания о Гарсиласо» (Anotaciones a las obras de Garcilaso, 1580).

## Сочинения
- Поэзия испанского Возрождения. М., 1990. С. 166—177.